# Облога Єрусалима (1073)
Обло́га Єрусали́ма 1073 року — коротка облога арабського Єрусалима турецькими військами Сельджуцької імперії в 1073 році. Епізод війни турків-сельджуків із Фатимідським халіфатом. Турецькими військами командував емір Атсиз, який три роки воював у Палестині проти арабів. Обороною Єрусалима керував фатимідський намісник, що сам був турком. За повідомленням арабських хронік після початку облоги намісник домовився із нападниками і здав місто без бою. Після здобуття міста турки здійснили різню і пограбування жителів. Більшість палацової архітектури Єрусалима була знищена. Страти і руйнування міста, тривали до 1077 року, коли проти їхнього панування спалахнуло повстання. Атсиз, який воював у Єгипті, повернувся до Єрусалиму і нещадно потопив повстання у крові. 1098 року Фатиміди спромоглися повернути собі спустошений Єрусалим, але вже наступного року знову втратили його на користь хрестоносців Першого хрестового походу. У більш ранній історіографії вважалося, що здобуття міста турками-сельджуками мало місце в 1071 році.